# Автомобільний завод Bernard Krone
Автомобільний завод Bernard Krone (нім. Fahrzeugwerk Bernhard Krone GmbH & Co. KG) — є материнською компанією KRONE Commercial Vehicle Group, підгрупи Bernhard Krone Holding SE & Co. KG, розташованої у м. Верльте в районі Емсланд. Krone є другим за величиною виробником вантажних причепів і напівпричепів у Європі після Schmitz Cargobull.

## Історія
У 1906 році ковальський майстер Бернхард Кроне оселився в Шпелле та заклав основу компанії з виробництва комерційних автомобілів. Під керівництвом його сина Бернарда Крона додалася торгівля машинами та виробництво невеликої сільськогосподарської техніки.
У роки після Другої світової війни та економічного піднесення, яке послідувало за цим, Бернар Кроне також міг брати участь у цьому завдяки процвітаючим фермам. Виробництво сільськогосподарської техніки зростало, і в Верльте було побудовано нову фабрику. Хороші продажі отримала продукція сільськогосподарської техніки, самоскидів та гноєрозкидачів.
У 1970 році купівля або замовлення сільськогосподарського обладнання та комерційних транспортних засобів різко впали по всій країні. Після смерті Бернарда Кроне II компанію очолив його 29-річний син Бернард Кроне III. У 1971 році він отримав замовлення від Kässbohrer на виготовлення тривісного причепа. Після того, як це замовлення було виконано, у 1973 році Бернард Кроне вирішив самостійно будувати комерційні автомобілі для транспортної галузі.
Щоб відрізнити його від інших виробників, він придумав розмістити назву або напис «Krone» на задній частині причепа. На всіх автомобілях Krone був установлений захист від підʼїзду ззаду в нижній частині автомобіля, що також служило для забезпечення безпеки, який раніше був лише у Швеції. У 1973 році Krone також встановила жолоб (мульда) для рулонів у підлозі причепа та напівпричепа для безпечного транспортування сталевих рулонів. Через зростаючу потребу в контейнерах, виробництво було розширено, щоб включити відповідні шасі для цих потреб.
На початку 1996 року Krone представила як новинку «Swap Trailer». Це був спеціальний причіп зі змінним кузовом довжиною 15,65 метрів, який виглядав як напівпричіп і також міг бути завантажений із суцільною вантажною площадкою, але який був з’єднаний з буксирним транспортним засобом за допомогою жорсткого дишла, що теоретично був зчленованим автопоїздом. Однак Федеральне міністерство транспорту не поділяло цю точку зору, класифікуючи цей транспортний засіб як напівпричіп і не видаючи йому жодного дозволу. Майже 25 років потому Krone знову взялася за цю тему та представила «Swap Liner» у вересні 2020 року, напівпричіп із 2 стандартних змінних кузовів, кожен з яких має довжину 7,45 м. Після того, як максимальна дозволена довжина для довгомірних вантажівок типу 1 була зменшена до 17,88 м, цей напівпричіп відповідає ПДР.
З квітня 2000 року Krone також пропонує рефрижераторні фургони і зараз є другим за величиною виробником рефрижераторних напівпричепів у Європі.
У 2006 році фабрика виготовила загалом 26 000 прокатних одиниць, при цьому 130 одиниць щодня залишають цех. З 1997 по 2008 рік продажі Krone зросли приблизно на 20%. Близько 1000 людей працюють на заводі Werlte, який виробляє до 30 000 комерційних автомобілів.
На початку 2016 року автомобільний завод Bernard Krone GmbH і автомобільні заводи та сервісні компанії BRÜGGEN були об’єднані під егідою нової групи комерційних автомобілів KRONE. Попередні дочірні компанії KRONE, такі як gigant Axles, KRONE Used, фабрика причепів у Туреччині та різні іноземні торгові компанії, також були інтегровані в нову групу комерційних автомобілів KRONE.
Разом з Liebherr на початку 2019 року Krone заснувала бренд °Celsineo для розробки, виробництва та продажу модульних, холодильних систем для холодильної логістики.

## Автозавод
Автомобільна фабрика Bernard Krone здебільшого працює в Німеччині та Європі, виробляє автомобілі на німецьких заводах у Верльте, Герцлейке, Дінклаге та Любтені. З виробничого майданчика в Тірі (Туреччина), яким Krone спочатку керувала у спільному підприємстві з Dogus Otomotiv, з вересня 2012 року обслуговується турецький ринок і сусідні країни Східної Європи та Північної Африки. У 2015 році виробничі майданчики в Туреччині зросли до 100 % власності Krone. Асортимент продукції включає напівпричепи, причепи та кузови для вантажних автомобілів. Усі взаємозамінні системи виробляє компанія-партнер Brüggen у м. Герцлаке, Емсланд.

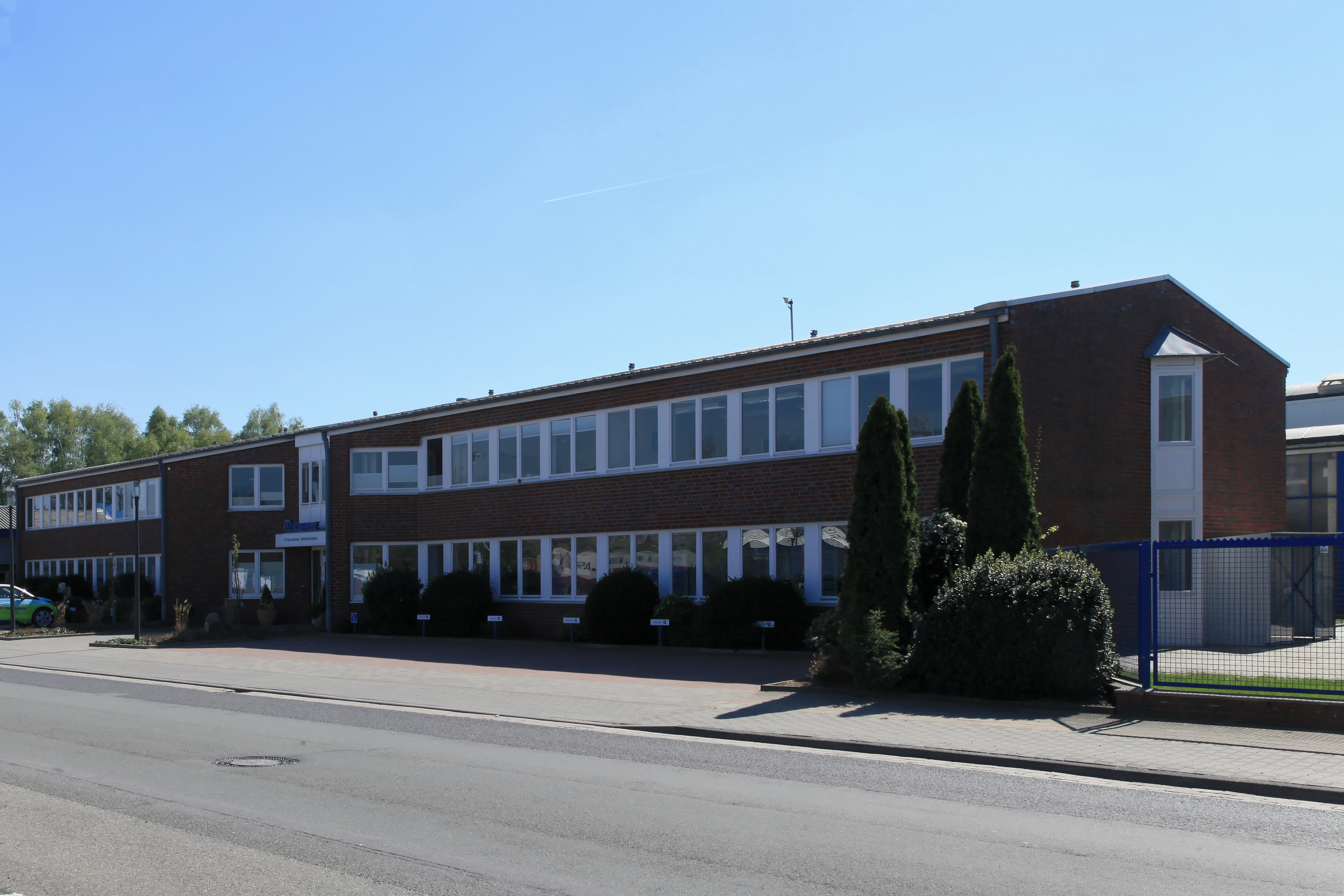
Адміністративна будівля у Верльте
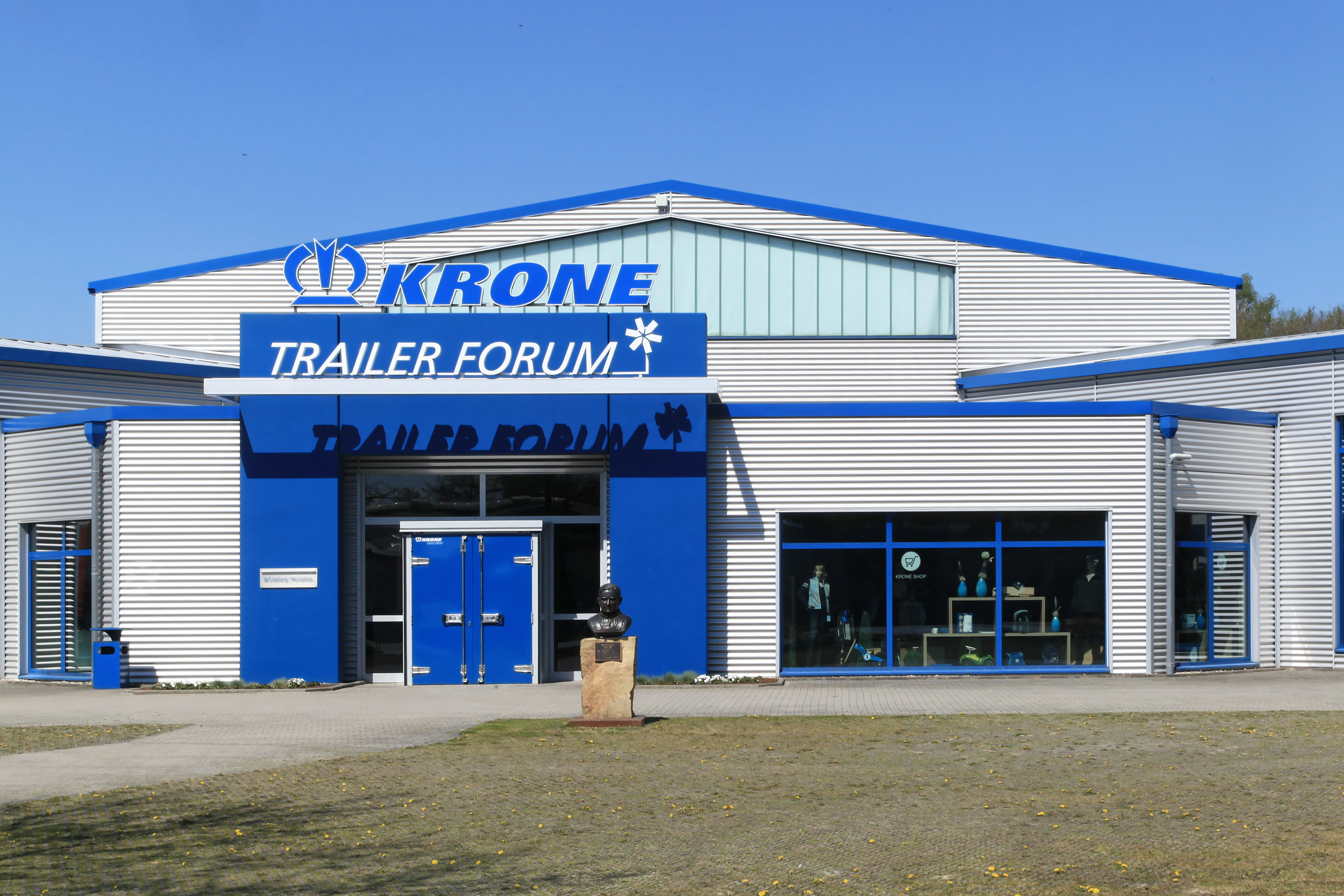
Автомобільний завод Bernard Krone на Bernard-Krone-Strasse у Верльте
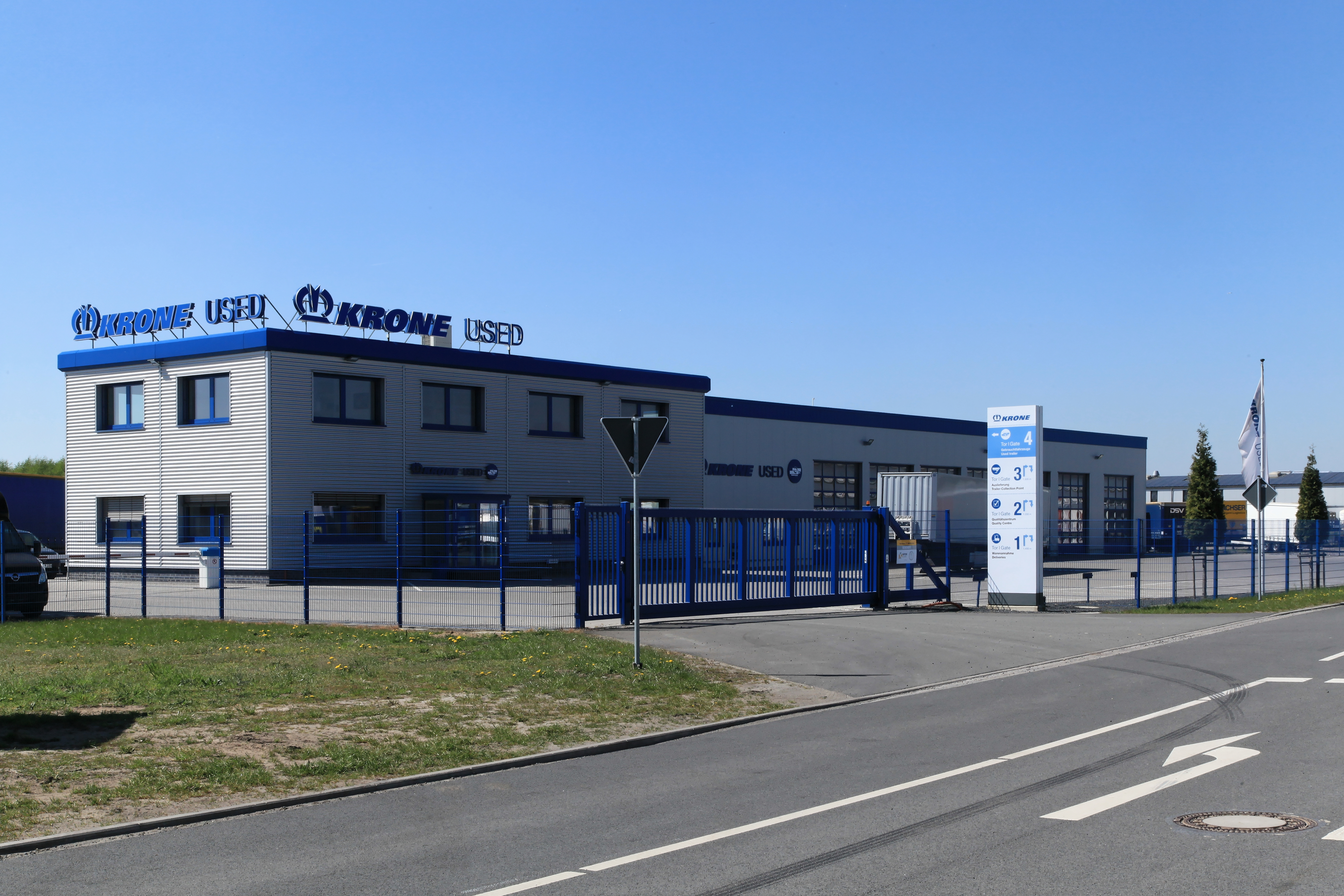
KRONE Used
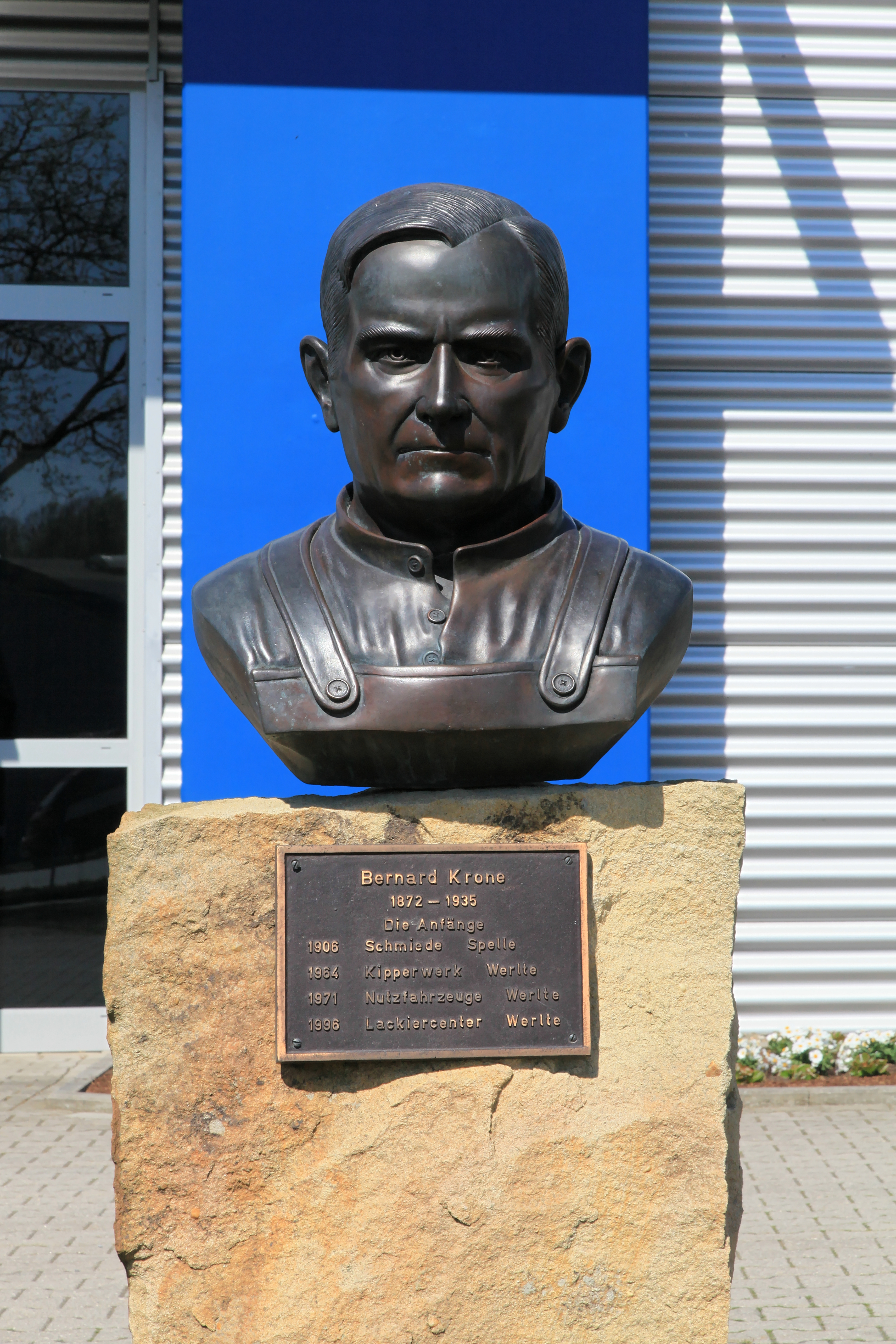
Пам'ятник Бернару Крону
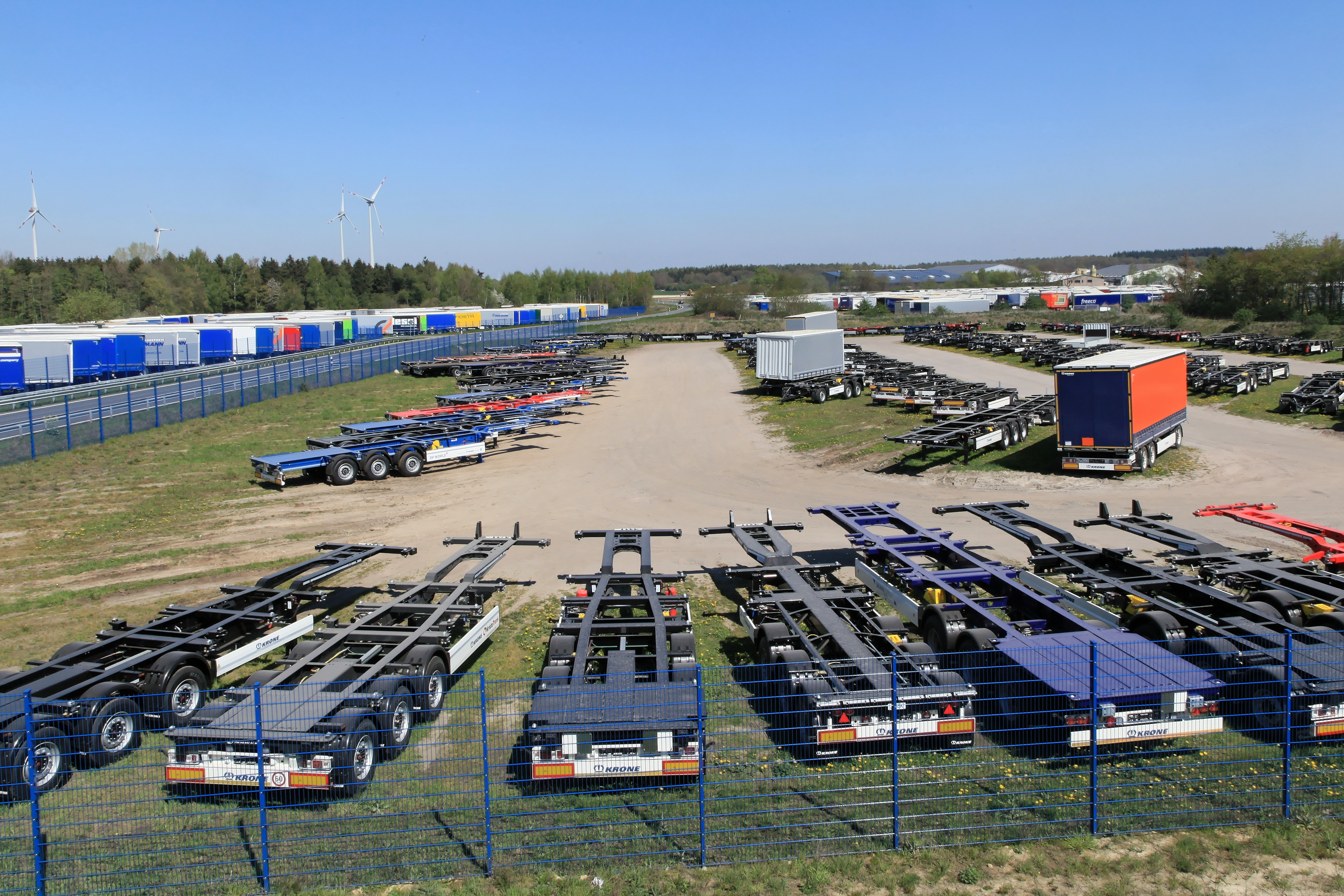
Склад з причепами
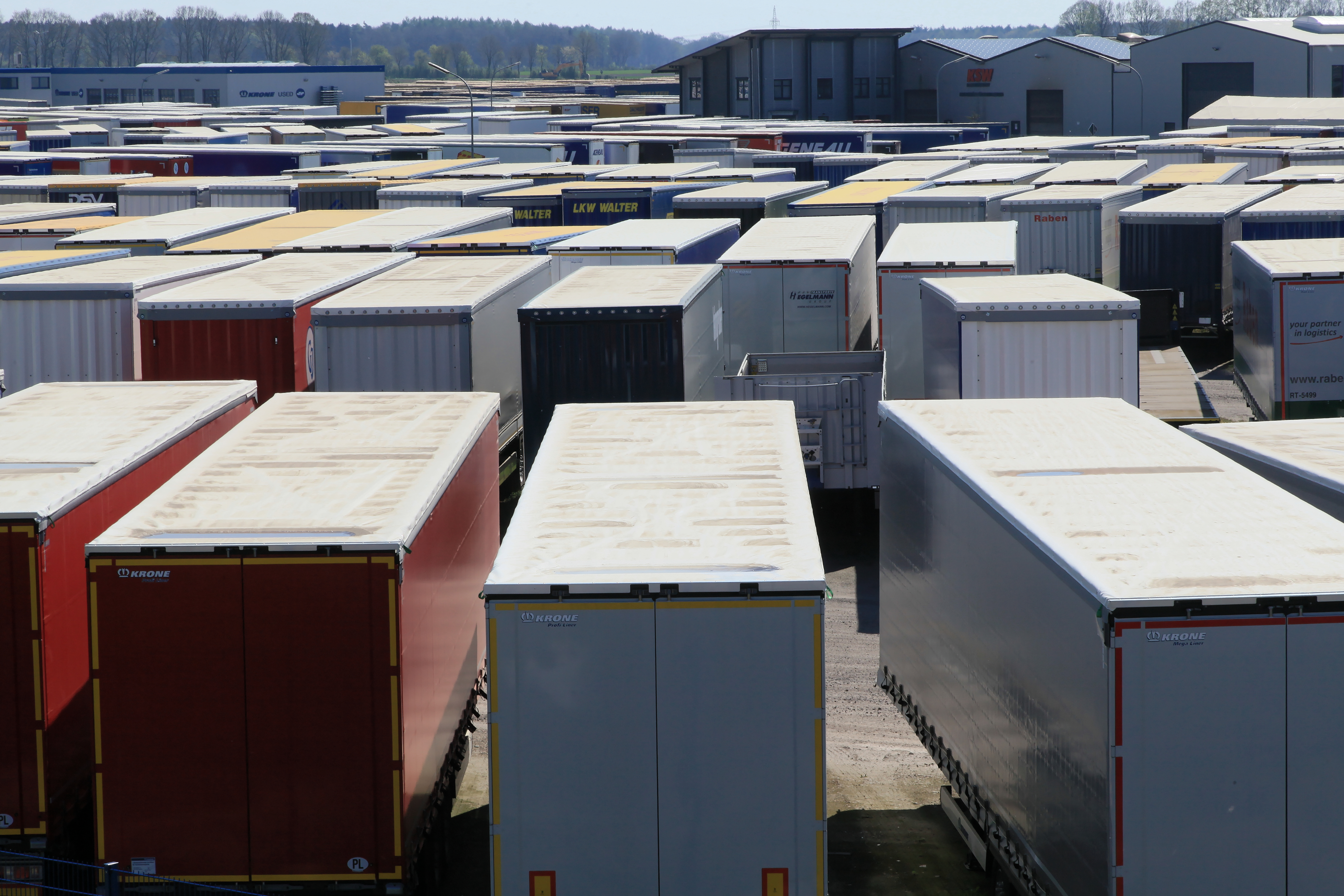
Склад з готовими причепами